# José Leandro Oviedo
José Leandro Oviedo o simplemente Leandro Oviedo es un distrito del departamento de Itapúa, Paraguay, ubicada aproximadamente a 100 km de la ciudad de Encarnación, capital del departamento, sobre la Ruta N.º 8.

## Historia
La compañía Salitre Cué, se eleva por Ley N.º 485 a la categoría de distrito el 4 de diciembre de 1974 con el nombre de «José Leandro Oviedo», desafectándose del distrito de San Pedro del Paraná.
El nombre del distrito se debe al diputado perteneciente al partido colorado de la década de 1950 (aproximadamente 1954) quién tenía raíces españolas y cuyos ascendientes poblaron la zona, siendo propulsores del gran aserradero que montaron los hermanos Pozzo  de orígenes uruguayos. El primer intendente del neo-distrito fue el sobrino de José Leandro Oviedo, Amado Oviedo, quien influyó en el nombre adoptado por el distrito.
Salitre kué, fue en su época de mayor crecimiento un pueblo vivas, trabajador y próspero, bajo la creciente empresa «Almacén y Aserradero POZZO & CIA». propiedad de la Familia Pozzo hasta hoy día.

## Ubicación
El distrito se encuentra en la zona norte del departamento de Itapúa. Tiene como límites a los siguientes distritos:
- Yuty (Caazapá) al Norte.
- San Pedro del Paraná al Este y al Sur.
- General Artigas al Oeste.

## Acceso
Se puede acceder a este distrito mediante la Ruta 8, la cual está asfaltada. Desde Encarnación se puede acceder tomando la Ruta 1 hasta el distrito de Coronel Bogado (50 km) y de ahí tomando la Ruta 8 (53 km) que pasa por las localidades General Artigas y San Pedro del Paraná antes de llegar Leandro Oviedo.